# Leg spin

Animatie van het leg spin bowlen

Leg spin is een manier van spin bowlen in het cricket. De bowler zorgt door het meegeven van spin aan de bal dat de bal bij het stuiteren een effect geeft, namelijk van leg side naar de off side. Dezelfde actie kan worden gemaakt door een linksarmige bowler, er wordt dan precies in spiegelbeeld gebowld van de bowling actie van een rechtsarmige bowler. Zoals bij alle spin bowlers, is de snelheid waarmee wordt gebowld lager dan bij niet spin-bowlers. Op professioneel niveau ligt de snelheid tussen de 70 en 90 kilometer per uur.